# Флаг Сен-Бартелеми
Флаг Сен-Бартелеми состоит из герба острова на белом полотнище.
Он используется на острове и в его пределах, хотя у него нет никакого официального статуса. Поскольку Сен-Бартелеми — заморское административно-территориальное образование Франции, то его официальный флаг — французский триколор.